# John M. Johansen

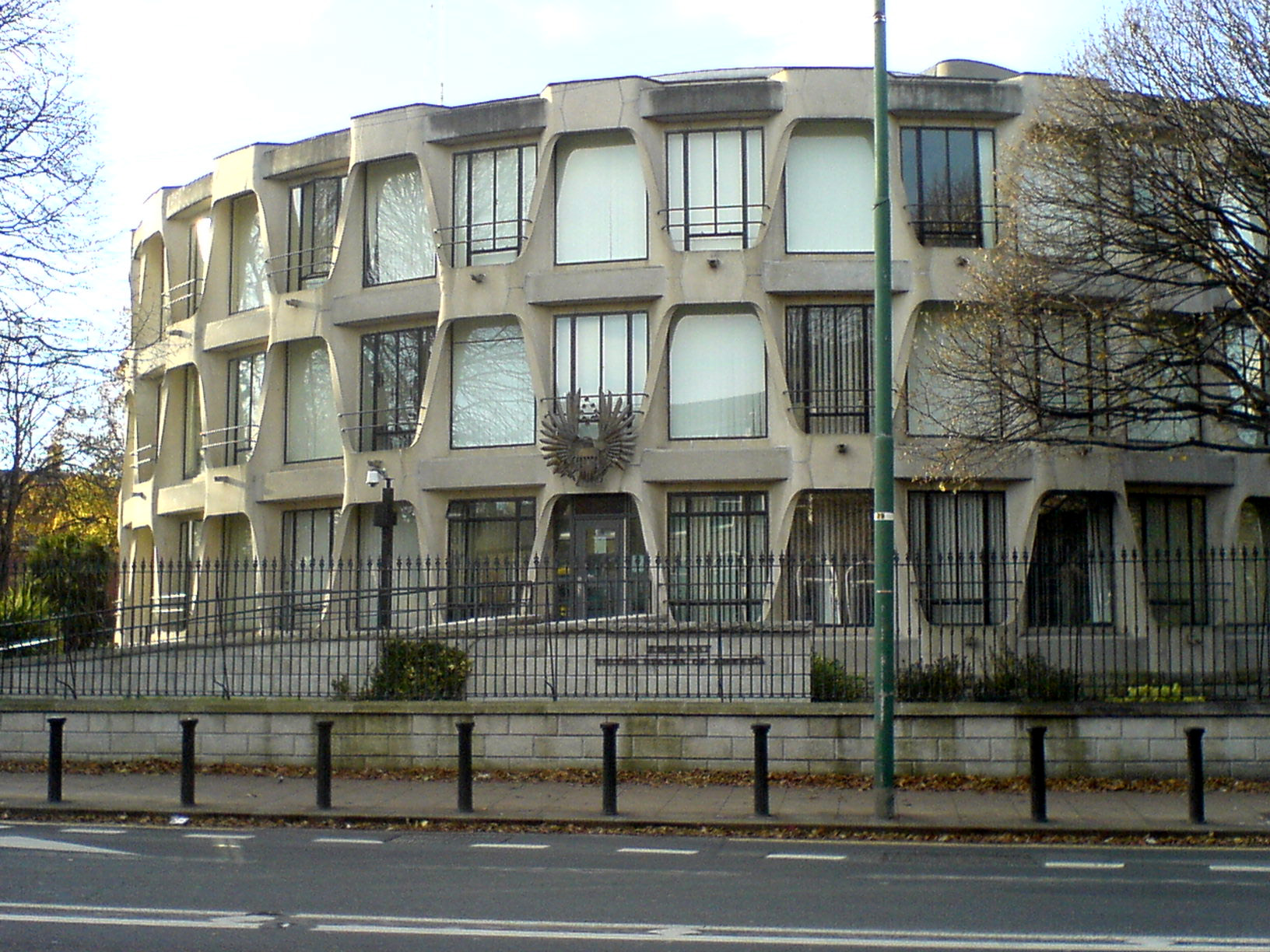
Botschaft der USA, Dublin (1964)

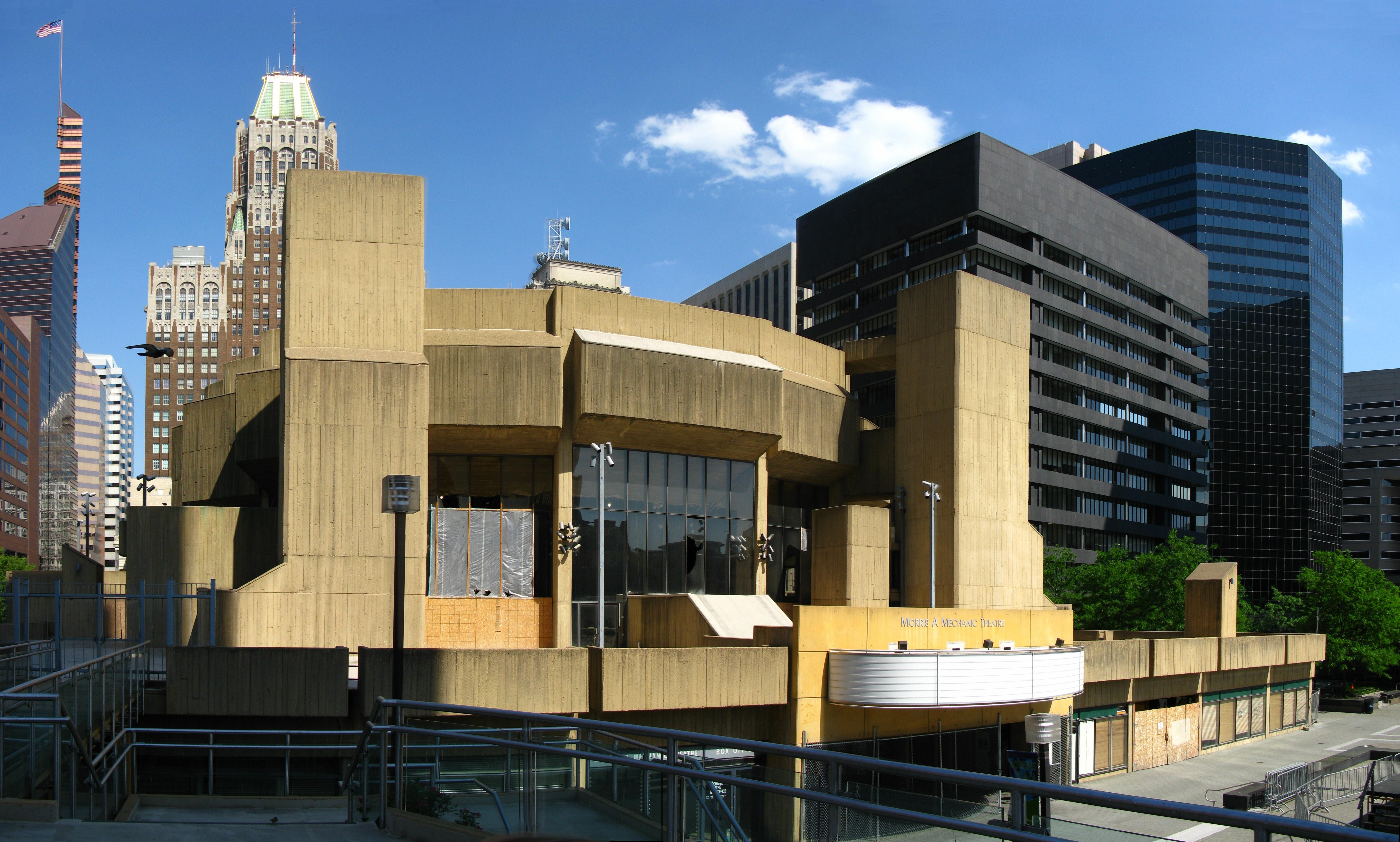
Morris A. Mechanic Theatre, Baltimore (1964–1967)

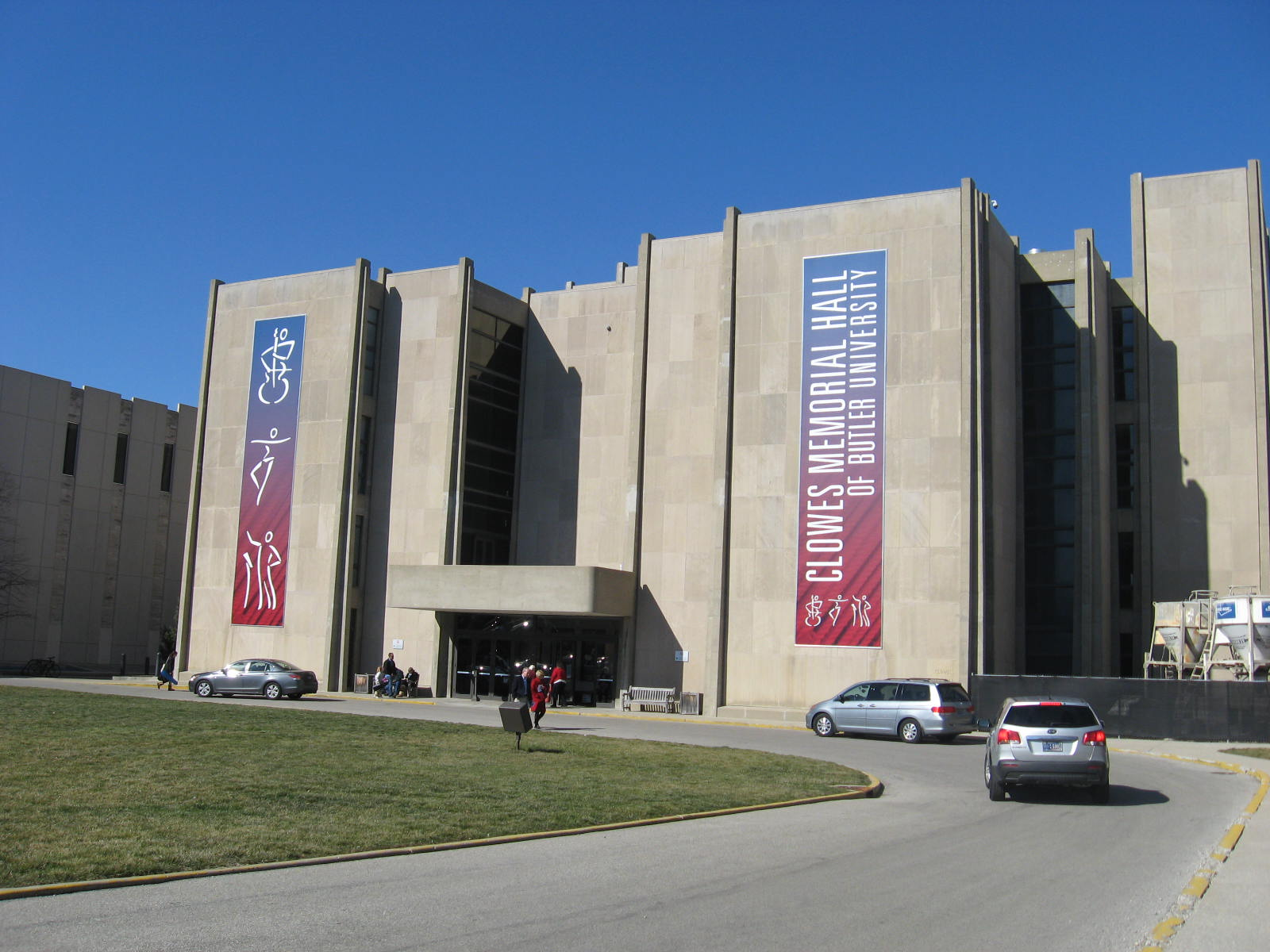
Clowes Memorial Hall, Indianapolis (1965)

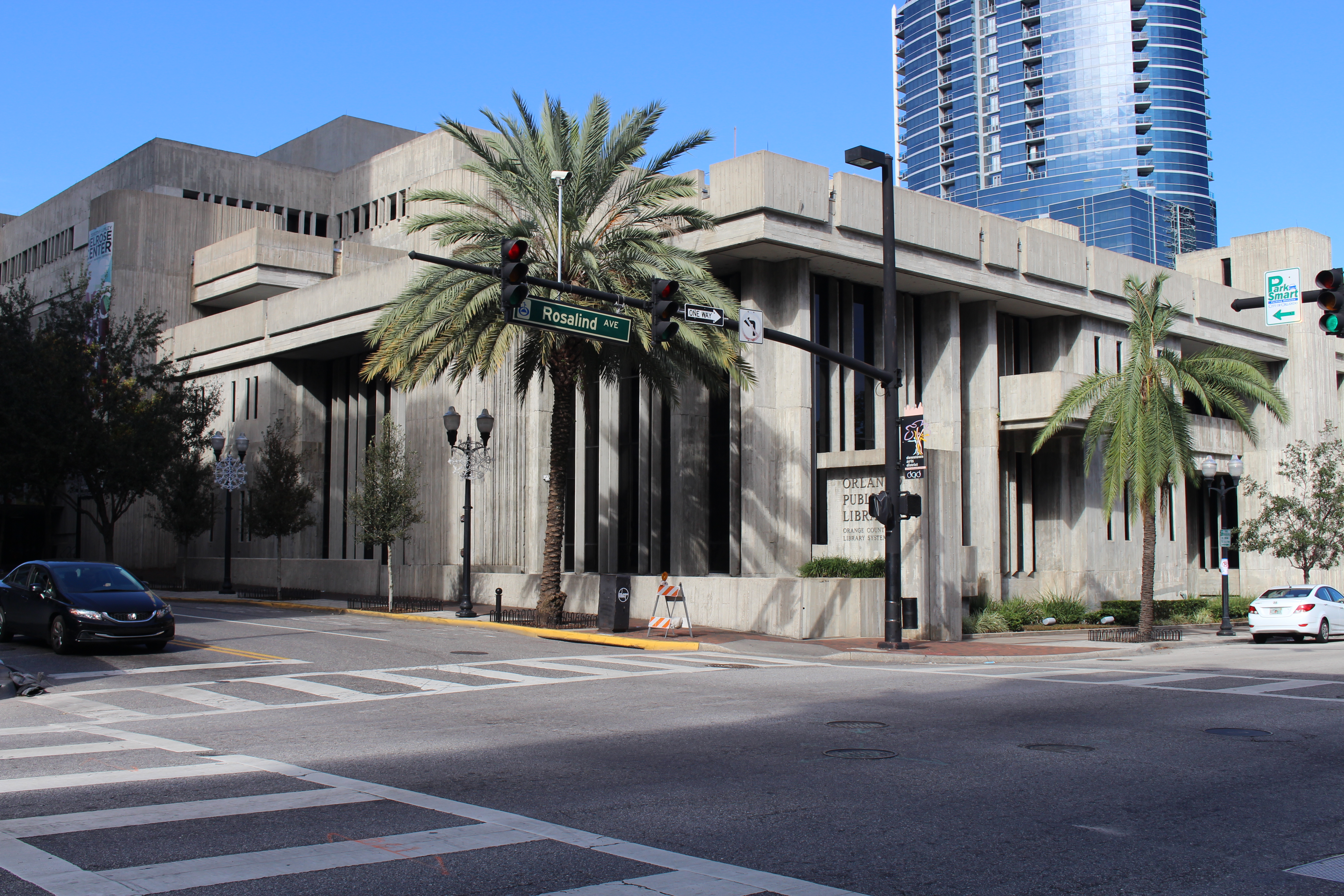
Orlando Public Library (1966)

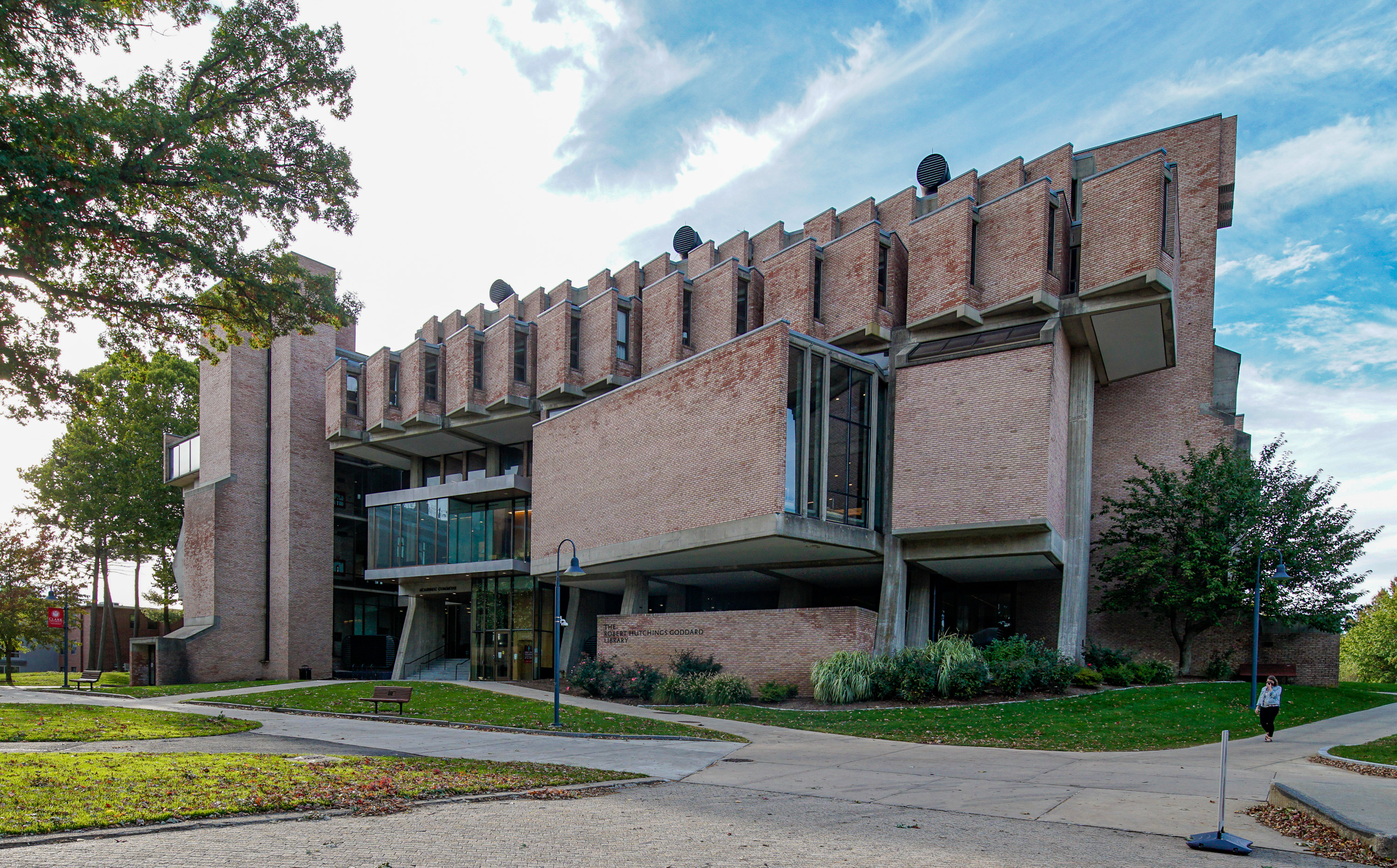
Robert H. Goddard Library, Worcester (1969)

L. Frances Smith Elementary School, Columbus (1972)

John MacLane Johansen (* 29. Juni 1916 in New York City, New York; † 26. Oktober 2012 in Brewster, Massachusetts) war ein US-amerikanischer Architekt und Mitglied der Harvard Five.

## Leben
Johansen war der Sohn des dänischen Malers John Christen Johansen und der amerikanischen Malerin M. Jean MacLane. Er besuchte die Harvard University und lernte die Grundzüge moderner Architektur von Walter Gropius, dem Gründer des Bauhauses. 1939 verließ er die Harvard Graduate School of Design mit einem Master-Abschluss in Architektur.
Nach dem Zweiten Weltkrieg arbeitete er als Zeichner für Marcel Breuer, der 1937 in die Vereinigten Staaten emigriert war und 1941 sein eigenes Architekturbüro eröffnet hatte. Später war Johansen als Wissenschaftlicher Mitarbeiter für die National Housing Agency in Washington, D.C. tätig. Dann arbeitete er für Skidmore, Owings and Merrill in New York.
Schließlich ließ er sich 1948, wie schon seine vier Kollegen Marcel Breuer, Philip Johnson, Landis Gores und Eliot Noyes, als freier Architekt in New Canaan (Connecticut) nieder.
Von 1955 bis 1960 war er außerplanmäßiger Professor an der Yale School of Architecture, die seinerzeit ein Zentrum der architektonischen Moderne in den USA war. Seit 1979 war er Mitglied der American Academy of Arts and Letters. 1994 wurde Johansen zum Mitglied (NA) der National Academy of Design gewählt.
Johansen war mit der Kunsterzieherin Ati Gropius Johansen, einer Adoptivtochter von Walter Gropius, verheiratet. Er lebte in Wellfleet, Massachusetts.

## Stil
Johansens Entwürfe betonten die Funktion gegenüber der Form und konzentrierten sich auf soziale, urbane und anthropologische Bedingungen. Er bemühte sich, übermächtige Megastrukturen zu vermeiden. Anfangs strebte er danach, die „Box“ zu erkunden, die preiswert und einfach zu bauen und dabei ästhetisch kohärent war. Diese Untersuchungen führten 1950 zum Bau des Johansen House #1, das in die Ausstellung “Built in the U.S.A.” des Museum of Modern Art aufgenommen wurde. 1955 folgte ein Kubus aus Glas, das McNiff House. In manchen seiner Häuser verwendete Johansen palladianische Elemente wie die Grotte, den klassischen Kreuzgrundriss und den palladianischen Prototyp des Zentralpavillons, etwa bei der Villa Ponte.
Einige seiner späteren Bauten können dem Brutalismus zugerechnet werden, so das Mechanic Theater und das Mummers Theatre (später Stage Center) in Oklahoma City. Beide Theater wurden bereits 2014 abgerissen, ebenso wie mehrere der frühen Einfamilienhäuser.

## Bauten und Entwürfe (unvollständig)
- 1949: Langenwalter House in Schenectady, New York[9]
- 1950: David Wood House in Schenectady[9]
- 1950: Coggeshall House in Schenectady[9]
- 1950: Gordon Barlow House in New Canaan CT[9]
- 1950: Johansen House #1 in New Canaan, CT. (abgerissen)[9]
- 1950: Theodore Waddell House in Westport (Connecticut)[9]
- 1950: Dunham House in New Canaan CT (abgerissen)[9]
- 1952: Campbell House in New Canaan CT (stark verändert)[9]
- 1952: Upside-Down House in New Canaan (abgerissen)[10]
- 1953: John F. Dickinson House in New Canaan CT (abgerissen)[9]
- 1953: Mackarness Goode House in New Canaan CT (abgerissen)[9]
- 1953: Huvelle House in Litchfield (Connecticut)[9]
- 1955: McNiff House in Stockbridge (Massachusetts) (verändert)[9]
- 1955: Stillman House in Cornwall-On-Hudson, NY[9]
- 1955: Goodyear House in Darien (Connecticut)[11][9]
- 1957: Bridge House in New Canaan[12][13][9]
- 1960: Otnes House in Redding (Connecticut)[9]
- 1961: Wettbewerbsentwurf für das Franklin Delano Roosevelt Memorial (Lobende Erwähnung, nicht verwirklicht) (mit Costantino Nivola)
- 1964: Botschaft der USA in Dublin, Irland
- 1964: Wohnanlage Florence Virtue Housing in New Haven (Connecticut)[9]
- 1965: Clowes Memorial Hall in Indianapolis, Indiana (mit Evans Woollen III)
- 1966: Labyrinth House für Howard C. Taylor, Jr. in Southport (Connecticut) (abgerissen)[9]
- 1966: Öffentliche Bibliothek von Orlando (Florida)
- 1964–1967: Morris A. Mechanic Theatre in Baltimore (2014 abgerissen)
- 1968: Telephone Pole House für Alice M. Ritts, Jr. in Greenwich (Connecticut) (abgerissen)[9]
- 1968: Fernsehstudios für KQED in San Francisco (mit George T. Rockrise und Partnern)
- 1969: Robert Goddard Library der Clark University in Worcester (Massachusetts)
- 1970: Mummers Theater in Oklahoma City  (2014 abgerissen)[14][15]
- 1971: Tube House für Gustavus A. D. Pope in Salisbury CT (mit Ashok Bhavnani)[9]
- 1971: Foster House in Bernardsville NJ (mit Ashok Bhavnani) (abgerissen)[9]
- 1972: College der State University of New York in Old Westbury, Long Island, NYC (mit Victor Christ-Janer und Alexander Kouzmanoff)
- 1972: L. Frances Smith Elementary School in Columbus (Indiana)
- 1973–75: Gustavus Pope House (Tube House), Salisbury[16]
- 1975: Plastic Tent House in Stanfordville NY[17]
- 1975–1976: Wohnquartier Island House und Rivercross Apartments auf Roosevelt Island, NYC (mit Ashok Bhavnani)[18]
- 1976: Ellsworth House in Salisbury CT[9]
- 1979: Richard Barna House in Bedford (New York)[9]

## Schriften
- A Life in the Continuum of Modern Architecture.  L'Arca Edizioni, 1996
- Nanoarchitecture: a new species of architecture. Princeton Architectural Press, 2002